# Anders Spole
Anders Spole (13 de junio de 1630 – 1 de agosto de 1699) fue un matemático y astrónomo sueco. Sus padres fueron Per Andersson y su esposa Gunilla Persdotter. A los doce años comenzó a estudiar en la Escuela Secundaria Per Brahe y posteriormente fue enviado a la Universidad de Greifswald en 1652. Después de tres años de estudio continuó su educación en otras universidades en Prussia y Sajonia hasta su regreso a Barnarp en 1655, en donde se dedicó a predicar en la parroquia local.
Continuó estudiando matemáticas en la Universidad de Upsala, a la vez que trabajó como tutor para los hijos del barón Erik Carlsson Sjöbald. En 1663 se convirtió en maestro artesano de pirotecnias y navegante. En 1664 acompañó a los hijos de Sjöbald en una peregrinación por Europa.
Cuando regresó de ésta en 1667, fue nombrado profesor de matemáticas en la recién fundada Universidad de Lund y en 1672 se convirtió en director de la institución. Mantuvo dicho cargo hasta 1676, cuando la universidad fue disuelta debido a la Guerra Escanesa. Durante esta guerra, luchó por el bando sueco manteniendo su posición en la fortaleza en Jönköping. Asimismo, estuvo presente en la Batalla de Landskrona en 1677.
En 1679 obtuvo el puesto de profesor de astronomía en la Universidad de Upsala y construyó un observatorio astronómico en su casa de Upsala. Tanto el edificio como sus instrumentos personales fueron destruidos por un fuerte incendio que sufrió la ciudad en 1702. En 1695, por orden del rey Carlos XI, Spole viajó a Tornio y Kengis junto con Johannes Bilberg para estudiar el fenómeno natural del sol de medianoche.
Spole contrajo matrimonio con Martha Lindelius, familia lejana de Carl von Linné, en 1669. Sus hijos fueron nombrados caballeros en 1715 por sus acciones durante la guerra.